# 大井野町 (岡崎市)
大井野町（おおいのちょう）は、愛知県岡崎市の町名である。

## 地理
岡崎市の北部に位置する。小字が設置されている。

### 河川
- 大井野川

### 小字
| - 字アライ（あらい） - 字イモリ（いもり） - 字イワモト（いわもと） - 字落合（おちあい） - 字カキダ（かきだ） - 字三月（さんがつ） - 字ジジロ（じじろ） - 字シモヤシキ（しもやしき） - 字シラバタ（しらばた） | - 字タカノヤマ（たかのやま） - 字ナカダ（なかだ） - 字西田（にしだ） - 字ノナカ（のなか） - 字ヒヂツクリ（ひぢつくり） - 字ミヤウガ（みようが） - 字ムカイ（むかい） - 字ヤゲ（やげ） |

## 世帯数と人口
2019年（令和元年）5月1日現在の世帯数と人口は以下の通りである。
| 町丁     | 世帯数 | 人口  |
| -------- | ------ | ----- |
| 大井野町 | 72世帯 | 205人 |

### 人口の変遷
国勢調査による人口の推移
| 1995年（平成7年）  | 238人 | [ 5 ] |  |
| 2000年（平成12年） | 230人 | [ 6 ] |  |
| 2005年（平成17年） | 221人 | [ 7 ] |  |
| 2010年（平成22年） | 197人 | [ 8 ] |  |
| 2015年（平成27年） | 210人 | [ 9 ] |  |

## 小・中学校の学区
市立小・中学校に通う場合、学区は以下の通りとなる。
| 番・番地等 | 小学校               | 中学校             |
| ---------- | -------------------- | ------------------ |
| 全域       | 岡崎市立常磐南小学校 | 岡崎市立常磐中学校 |

## 歴史
額田郡大井野村を前身とする。
1889年に岩中村、田口村、板田村、大井野村、箱柳村、小呂村、稲熊村が合併し、乙見村が発足。同日、大井野村は消滅した。

## 施設
- 八幡宮
- 源光寺

## 交通
- 新東名高速道路
  - 通過するのみである。
- 愛知県道335号南大須鴨田線（大沼街道）

## その他

### 日本郵便
- 郵便番号 : 444-3166[3]（集配局：岩津郵便局[11]）。

## 参考資料
- 「角川日本地名大辞典」編纂委員会 編『角川日本地名大辞典 23 愛知県』角川書店、1989年3月8日。ISBN 4-04-001230-5。
- 有限会社平凡社地方資料センター 編『日本歴史地名体系第23巻 愛知県の地名』平凡社、1981年。ISBN 4-582-49023-9。